# Hibou moyen-duc
Asio otus
Espèce
Répartition géographique
Statut de conservation UICN

 LC  : Préoccupation mineure
Statut CITES
Le Hibou moyen-duc (Asio otus) est une espèce de rapaces nocturnes de la famille des strigidés, peuplant l'Europe, l'Asie et l'Amérique du Nord.

## Étymologie
Le nom scientifique de l'espèce, Asio Otus, vient du latin asio ou axio, terme utilisé par Pline pour désigner le hibou cornu ; Otus est la latinisation du grec ôtos signifiant oiseau de nuit pourvu d'oreilles, bien que ce ne sont pas des oreilles mais bien des aigrettes, deux touffes de plumes posées sur la tête, ayant un rôle de communication. Ce terme confirme le terme anglais long eared owl, qui signifie hibou aux longues oreilles.

## Description

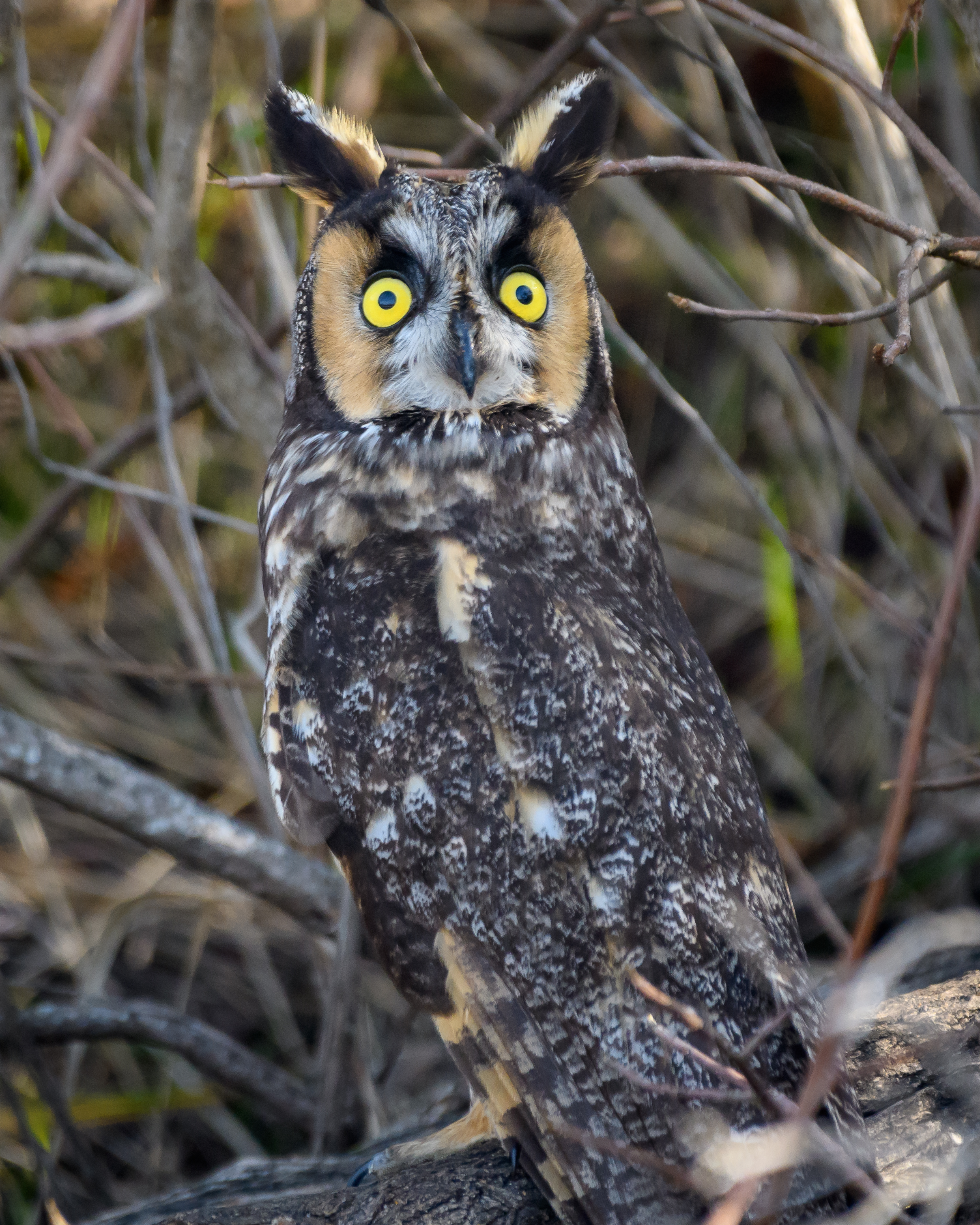
Hibou moyen-duc femelle.

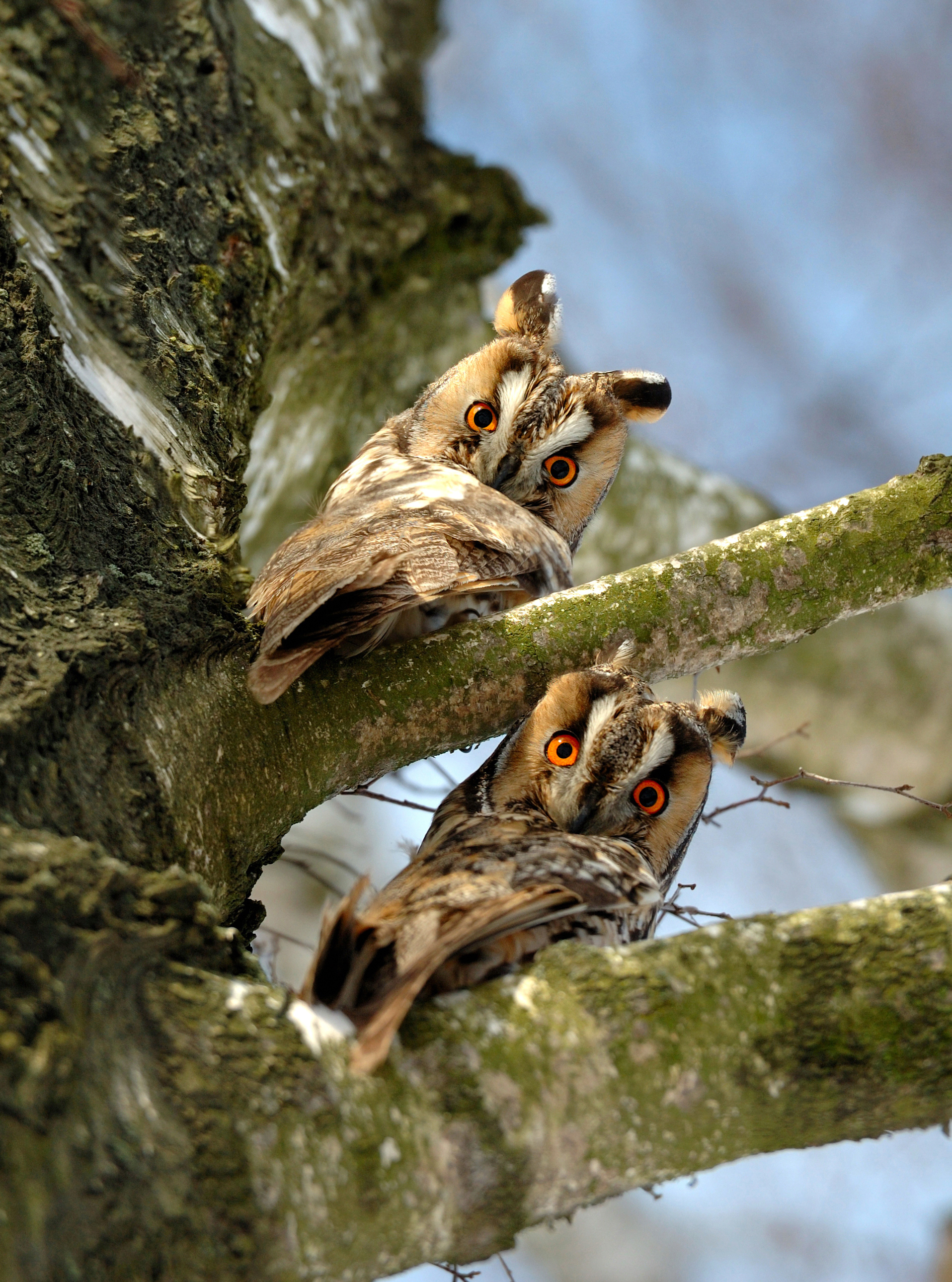
Hiboux moyen-duc dans le parc national des montagnes de Kremenets, en Ukraine.

Avec ses 35 cm de long environ, le moyen-duc est légèrement plus petit et plus menu que la Chouette hulotte. Sa tête est surmontée de deux grandes aigrettes souvent dressées : on dit qu'il « fronce les sourcils » ; elles sont effectivement couchées quand le hibou est serein. Ses yeux jaune-orangé sont au centre d'un disque facial arrondi beige-roux.
Il a une longueur de 31 à 37 cm, un poids de 250 g pour les mâles ou de 300 g les femelles. Son envergure est de 86 à 98 cm.

### Cri
À la saison des amours, un « hou hou hou hou » audible au loin, et aussi des bruits presque sifflants. Il met en garde par un « wupp wupp ».

### Plumage
Le Hibou moyen-duc a généralement un plumage tacheté de brun et rayé de noir, blanc et gris. La femelle est plus foncée. Le dessous est plus clair. Les jeunes ont aspect duveteux, brun-gris, avec des disques faciaux en grande partie noirâtre. 

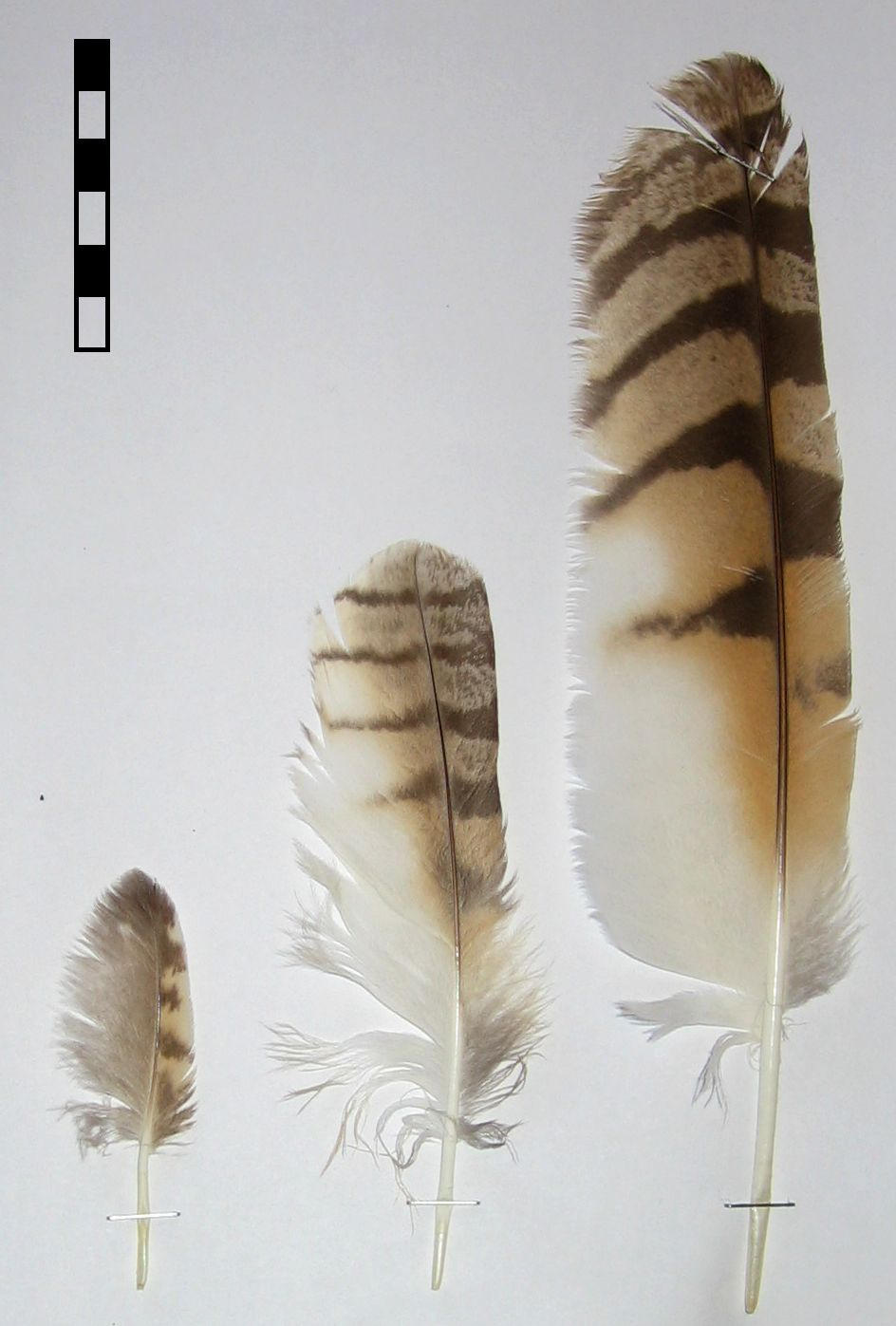
Trois plumes de Hibou moyen-duc.

## Comportement

### Alimentation et chasse

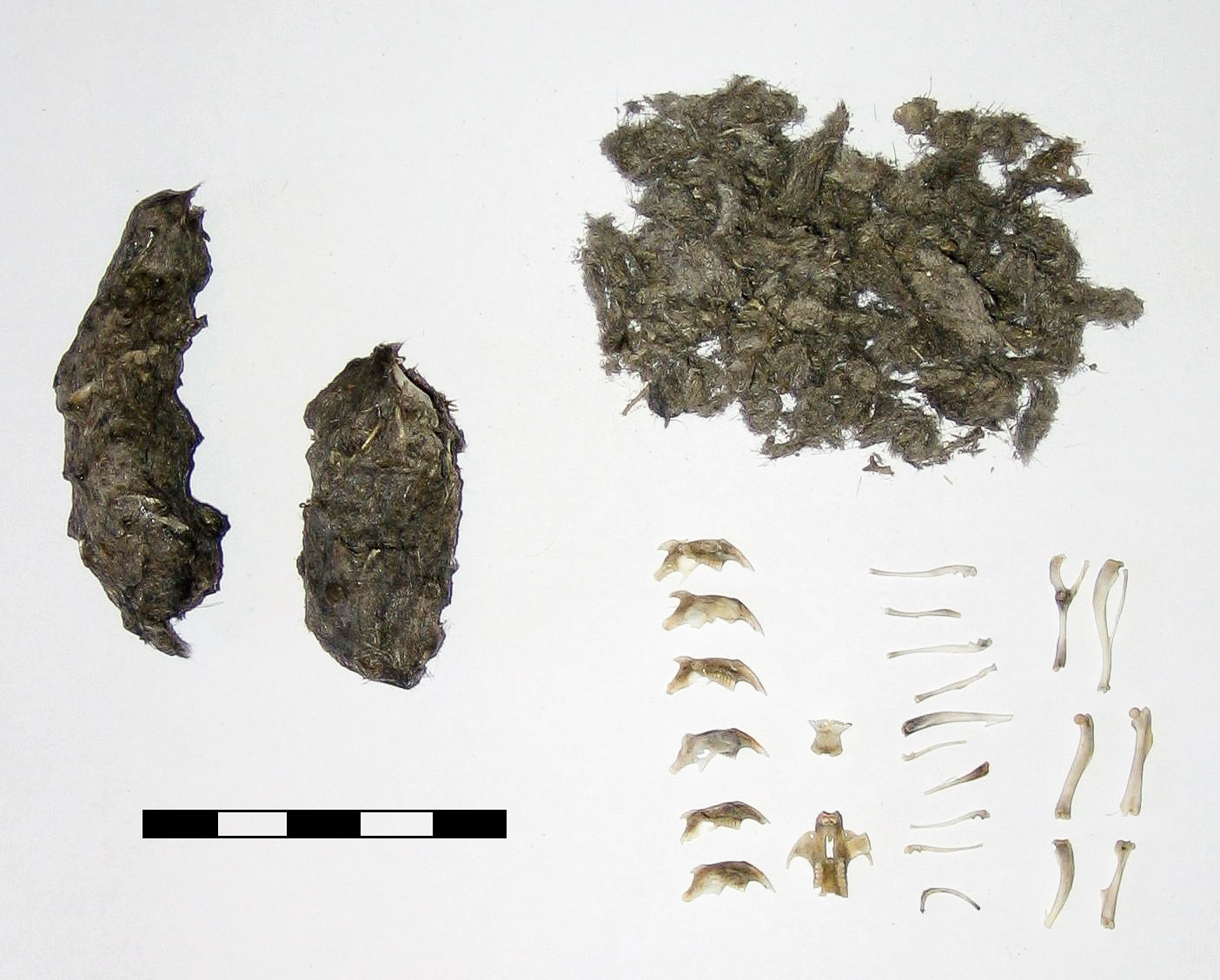
Pelotes de réjection de hibou moyen-duc. L'une d'entre elles a été disséquée : d'un côté les poils, de l'autre une partie des os (rongeurs).

Affectionnant principalement les petits mammifères (surtout des campagnols à 78 % et des mulots à 15 %), mais aussi les passereaux (moineaux, pinsons), ainsi que des reptiles, des poissons et des insectes (coléoptères...)[réf. souhaitée], il chasse dès la tombée de la nuit. De jour, il se cache dans les branchages épais où il se tient immobile, se fondant ainsi dans le décor grâce à son plumage à l'aspect d'écorce dont le dessus est brun-roux marbré de brun foncé, parfaite tenue de camouflage.

### Reproduction

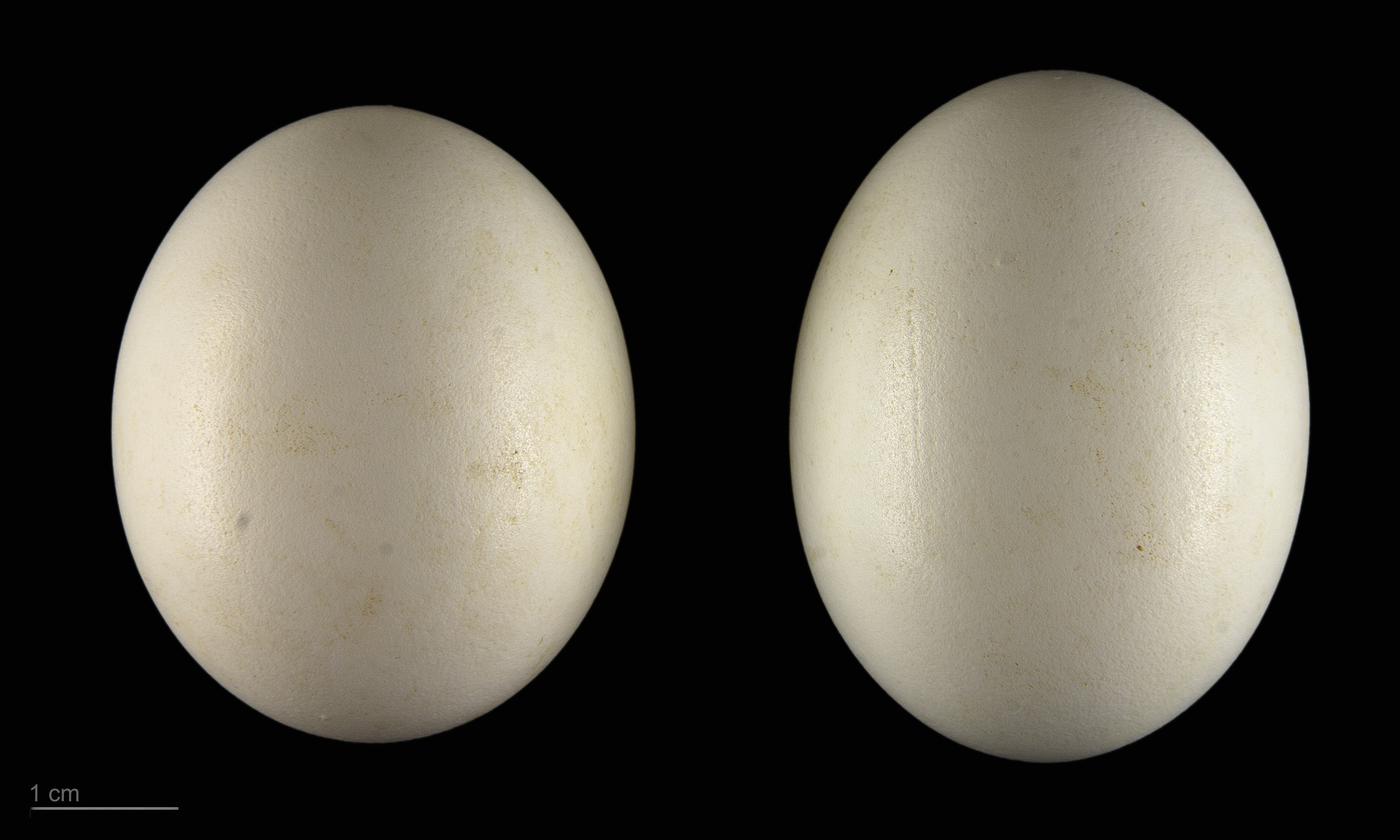
Œufs de Asio otus otus - Muséum de Toulouse.

Vers mars-avril, il recherche un nid abandonné d'écureuil roux, de pie ou de corneille après l'avoir remis légèrement en état et s'y installe. La femelle y dépose quatre à six œufs d'un blanc parfait qu'elle couve seule pendant 28 jours. Elle commence à couver dès le premier œuf pondu, de sorte que les petits éclosent progressivement. Pendant ce temps, le mâle la nourrit puis, après l'éclosion, nourrit toute la famille en remettant ses proies à la femelle qui se charge de la distribution. Les jeunes hiboux quittent le nid au bout de 21 à 26 jours, même s'ils sont encore couvert de duvet. Les jeunes Hiboux moyen-duc sont semi-nidicole. 

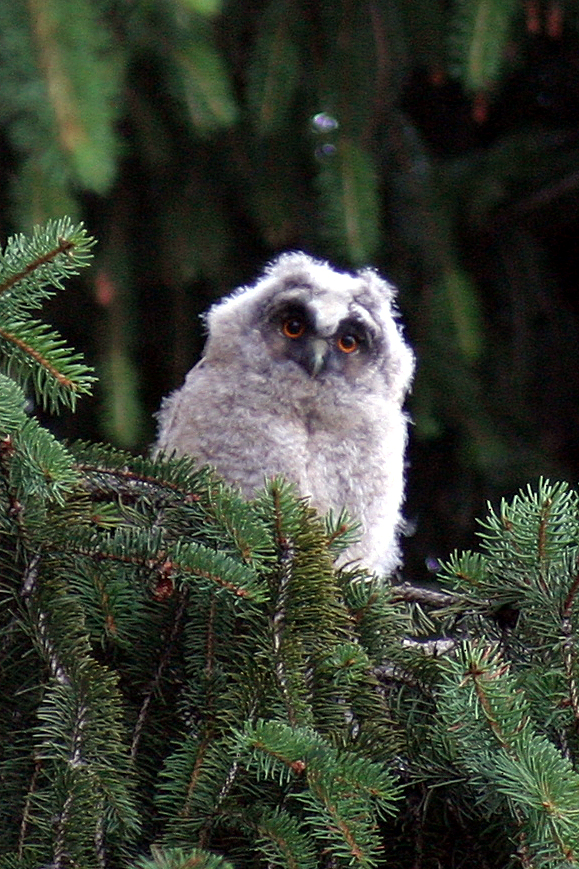
Jeune hibou moyen-duc au nid.

- Dimensions de l'œuf : 35,0 à 44,7 mm × 28,0 à 34,5 mm.

## Répartition et habitat

### Répartition
C'est un oiseau très répandu ; il habite toute l'Europe à l'exception du Grand Nord. En France, il est commun mais il est absent de Corse, du Sud-Ouest et de certaines zones de l'Ouest.

### Habitat
Il fréquente surtout les endroits semi-boisés de conifères, les bosquets dispersés dans les campagnes, mais aussi les parcs. Il choisit un ancien nid, de rapace, d'écureuil, de pie ou de corneille. 
Le Hibou moyen-duc est surtout sédentaire, toutefois, certains spécimens originaires du nord de l'Europe migrent vers le sud de septembre à novembre et retournent sur leurs sites de nidifications de février à avril. 

## Sous-espèces
D'après la classification de référence (version 14.1, 2024) de l'Union internationale des ornithologues, le Hibou moyen-duc possède 4 sous-espèces (ordre philogénique) :
- Asio otus otus (Linnaeus, 1758) ;
- Asio otus canariensis Madarász, G (hu), 1901 ;
- Asio otus tuftsi Godfrey, 1948 ;
- Asio otus wilsonianus (Lesson, RP, 1830) ;

## Statut de conservation
Les populations sont fluctuantes, pour la plupart présentes toute l'année, mais de petites troupes vagabondes venues du Nord rejoignent les sédentaires en hiver.

## Protection
Le Hibou moyen-duc bénéficie d'une protection totale sur le territoire français depuis l'arrêté ministériel du 17 avril 1981 relatif aux oiseaux protégés sur l'ensemble du territoire. Il est donc interdit de le détruire, de le mutiler, de le capturer ou de l'enlever, de le perturber intentionnellement ou de le naturaliser, ainsi que de détruire ou d'enlever les œufs et les nids et de détruire, altérer ou dégrader leur milieu. Qu'il soit vivant ou mort, il est aussi interdit de le transporter, de le colporter, de l'utiliser, de le détenir, de le vendre ou de l'acheter.

## Menaces
Le Hibou-moyen-duc est principalement menacé par : 
- la modification des espaces naturels : retournement des prairies en faveur d’une agriculture plus intensive, suppression des zones enherbées qui sont leur lieu de chasse ;
- la destruction des éléments fixes du paysage : suppression des haies, des boisements et des arbres isolés ;
- la diminution des ressources alimentaires : élimination de micro-mammifères par l’emploi de produits rodenticides ;
- le réseau électrique et routier : risques d’électrocution sur les lignes électriques et de collision avec les véhicules routiers[8].

## Philatélie
Des Hiboux moyens-ducs sont représentés sur des timbres des pays suivants : Tchécoslovaquie (1986), Pologne (1990), Bulgarie (1992), Chine (1995), Belgique (1999 et 2007), URSS (1990)